# Хайд, Сэм
Сэмюэл Уиткомб «Сэм» Хайд (англ. Samuel Whitcomb «Sam» Hyde; род. 16 апреля 1985, Фолл-Ривер, Массачусетс, США) — американский комик, сценарист и актёр.
Хайд известен своим участием в нескольких публичных пранках и интернет-мистификациях. Его стиль юмора описывают как постироничный, поскольку он регулярно стирает различие между собой и своими персонажами. Трансгрессивный стиль Сэма также вызвал общественные дискуссии; некоторые издания, в частности поддерживающие Демократическую партию, из-за перформансов Хайда приписывают его к альтернативным правым.

## Биография
После окончания средней школы Уилтона Сэм Хайд поступил в Университет Карнеги-Меллона на один год, а затем перевёлся в Род-Айлендскую школу дизайна, которую окончил в 2007 году со степенью бакалавра искусств в области кино, анимации и видео.
В середине 2014 года Хайд запустил веб-сериал под названием Kickstarter TV, где он находил проекты на Kickstarter и высмеивал самые худшие из них.
В августе 2016 года состоялась премьера скетч-шоу Million Dollar Extreme Presents: World Peace на Adult Swim, созданной Хайдом и его комедийной группой Million Dollar Extreme. Четыре месяца спустя было объявлено, что World Peace не будет продлён на второй сезон. Сэм объяснил отмену шоу давлением со стороны руководства из-за его поддержки Дональда Трампа. Хайд обвинил Тима Хайдекера в том, что он был против сериала из-за своих политических взглядов и использовал своё влияние на руководителей сети, чтобы предотвратить его продление на второй сезон, однако Тим отрицает это. Согласно отчету Buzzfeed, ряд актёров, руководителей и режиссёров оказывали давление на продюсера Майка Лаццо, чтобы тот отменил шоу. Представитель Adult Swim не дал комментариев.
В декабре 2016 года в интервью The Hollywood Reporter, когда Сэма спросили, предвзят ли он по отношению к меньшинствам, Хайд ответил, что он «пожалуй, такой же расист или предвзятый, как и любой среднестатистический белый или чёрный парень». Он также заявил: "Шоу получило большие рейтинги, чем первый сезон Эрика Андре. Все руководители любили его. Они хотели немедленно купить второй сезон и снять еще 100 серий. Люди любили это шоу до тех пор, пока не появились эти чертовы извращённые статьи в Твиттере, копавшиеся в аккаунтах, о которых я даже никогда не слышал. Так что нет, это не политическое шоу.

## Пранки

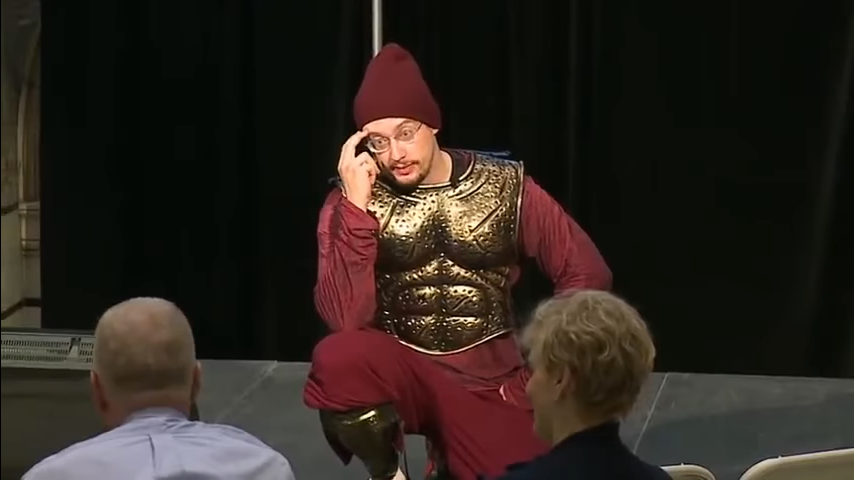
Сэм Хайд на конференции TED в 2013 году

В 2013 году Хайд, одетый в тёмно-бордовый спортивный костюм и доспехи гоплита, выступил с юмористическим докладом на TEDx под названием 2070 Paradigm Shift в Дрексельском университете. Речь, описанная Forbes как сатирическое воплощение «бруклинского технологического хипстера», привлекла значительное внимание средств массовой информации.
В 2014 году Сэм начал фальшивую кампанию на Kickstarter по созданию «симулятора свиданий пони» для брони, взрослых мужчин-поклонников детского телевизионного шоу My Little Pony: Friendship is Magic. На странице проекта говорилось, что симулятор будет включать в себя «путешествие, охватывающее несколько континентов» и «глубокие RPG элементы». На проект было пожертвовано в общей сложности 4161 долларов, прежде чем Хайд отменил сбор средств.

## Мистификации
С 2015 года о Хайде часто ошибочно заявляли как о виновнике многочисленных массовых расстрелов и террористических атак со стороны интернет-троллей с 4chan и Twitter. Мистификации, которые обычно включали фотографии Сэма, размахивающего полуавтоматическим оружием, так часто появлялись в социальных сетях, что The New York Times охарактеризовала «Сэма Хайда-стрелка» как «распознаваемый мем». Первым случаем мистификации стала массовое убийство в Розберге. CNN по ошибке включил изображение Сэма в репортаж о стрельбе. Хайда также ошибочно обвиняли во многих других расстрелах.

## Публикации
- How to BOMB the U. S. Gov’t: The OFFICIAL Primo™ Strategy Guide to the Collapse of Western Civilization (2016)[23]

## Фильмография
- Million Dollar Extreme Presents: World Peace (2016, 6 серий)[24] — сценарист, продюсер